# Чистое (Макушинский район)
Чистое — деревня в Макушинском районе Курганской области. Входит в состав Казаркинского сельсовета.

## История
До 1917 года в составе Казаркинской волости Курганского уезда Тобольской губернии. По данным на 1926 год состояла из 118 хозяйств. В административном отношении являлась центром Чистовского сельсовета Макушинского района Курганского округа Уральской области.

## Население
| 1989 | 2002 | 2010 |
| ---- | ---- | ---- |
| 58   | ↗78  | ↘31  |

По данным переписи 1926 года в деревне проживало 582 человека (272 мужчины и 310 женщин), в том числе: русские составляли 98 % населения.